# SN 2006ms
SN 2006ms – supernowa typu II odkryta 6 listopada 2006 roku w galaktyce NGC 6935. W momencie odkrycia miała maksymalną jasność 17,30m.